# 蓋瑟爾巴赫河 (卡爾河支流)
50°5′32″N 9°8′31″E / 50.09222°N 9.14194°E

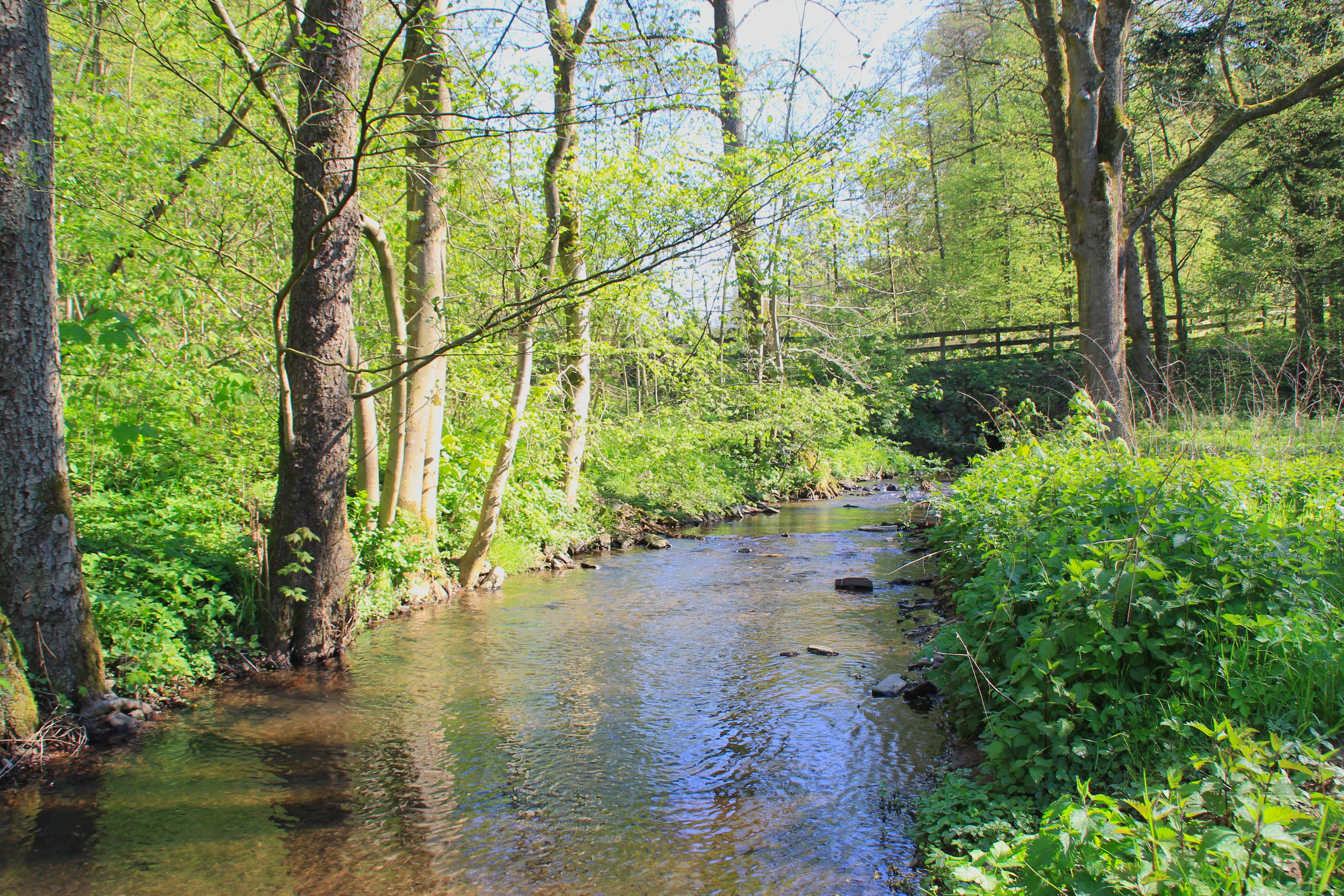

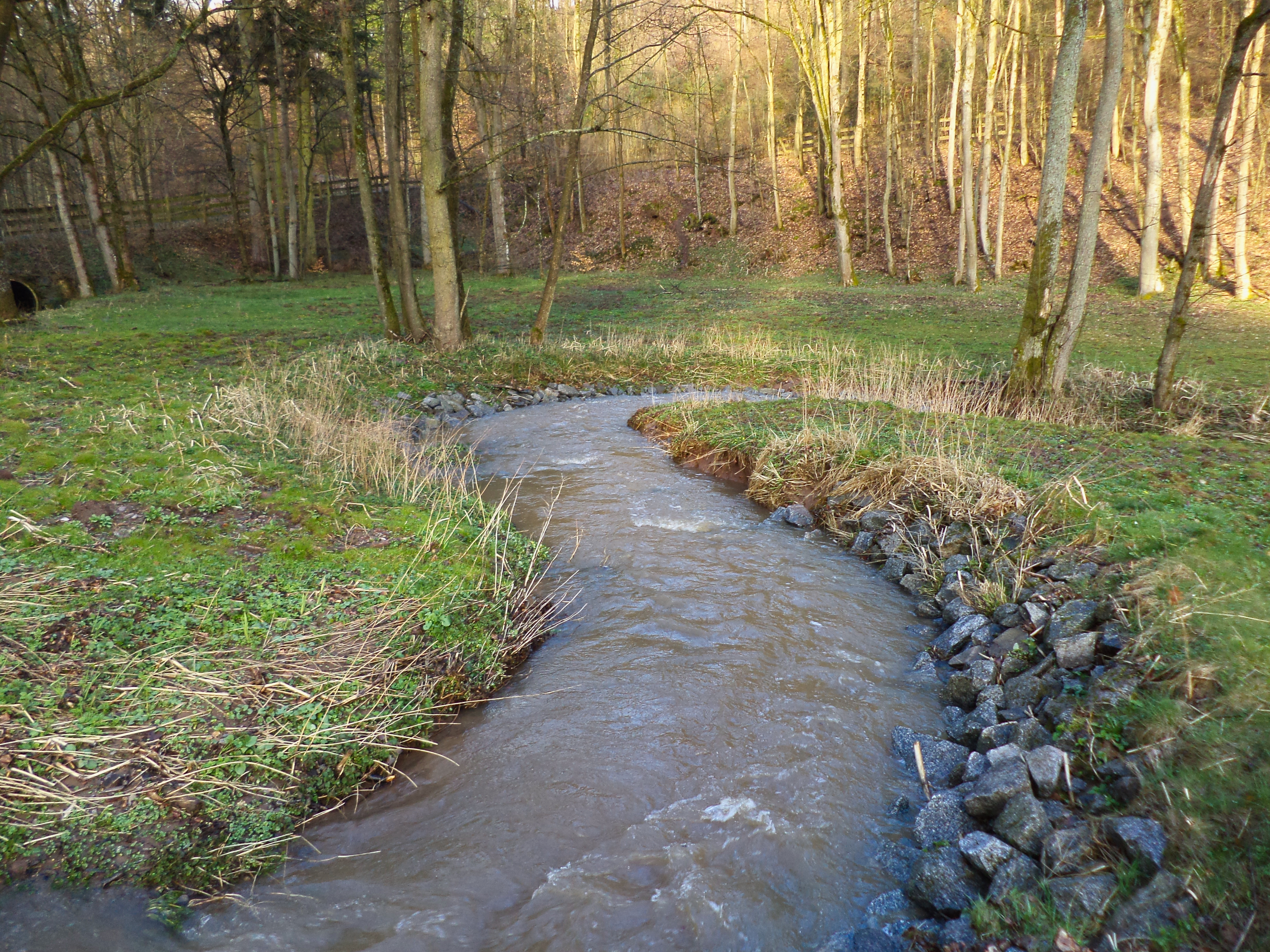

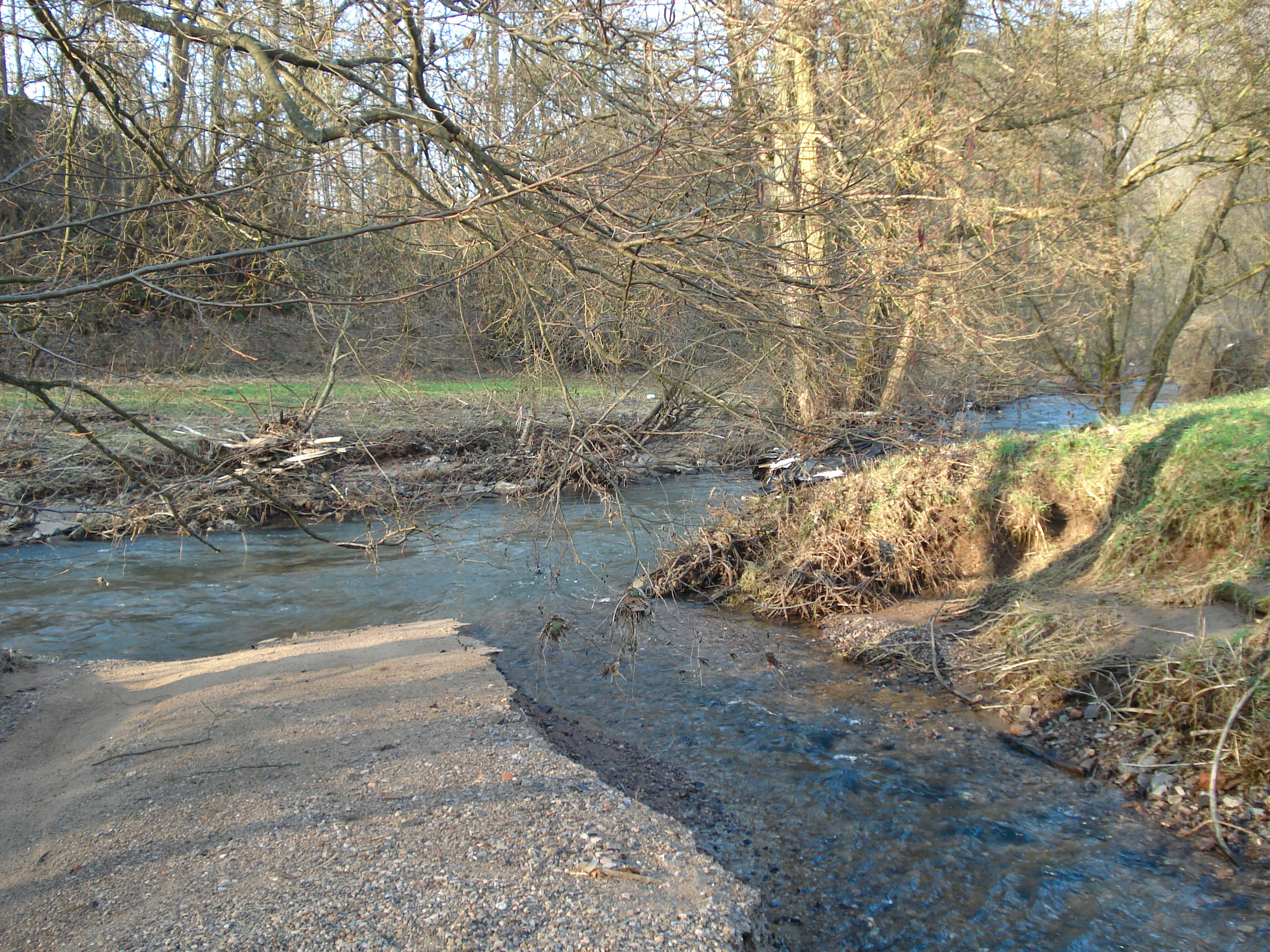

蓋瑟爾巴赫河（德語：Geiselbach），是德國的河流，位於該國東南部，由巴伐利亞負責管轄，屬於卡爾河的右支流，河道全長5.2公里，流域面積10.1平方公里。